# العلاقات الكونغوية المصرية
العلاقات الكونغولية المصرية هي العلاقات الثنائية التي تجمع بين جمهورية الكونغو ومصر.

## مقارنة بين البلدين
هذه مقارنة عامة ومرجعية للدولتين:
| وجه المقارنة                                              | [[تصنيف:صفحات تستخدم رمز علم غير موجود\|]] جمهورية الكونغو | مصر           |
| --------------------------------------------------------- | ---------------------------------------------------------- | ------------- |
| المساحة (كم2)                                             | 342.00 ألف                                                 | 1.01 مليون    |
| عدد السكان (نسمة)                                         | 5.26 مليون                                                 | 94.80 مليون   |
| الكثافة السكانية (ن./كم²)                                 | 15.38                                                      | 93.86         |
| العاصمة                                                   | برازافيل                                                   | القاهرة       |
| اللغة الرسمية                                             | لغة فرنسية                                                 | اللغة العربية |
| العملة                                                    | فرنك وسط أفريقي                                            | جنيه مصري     |
| الناتج المحلي الإجمالي (بليون دولار)                      | 8.72 مليار                                                 | 235.37 مليار  |
| الناتج المحلي الإجمالي (تعادل القوة الشرائية) بليون دولار | 29.48 مليار                                                | 998.67 مليار  |
| الناتج المحلي الإجمالي الاسمي للفرد دولار أمريكي          | 1.85 ألف                                                   | 3.61 ألف      |
| الناتج المحلي الإجمالي للفرد دولار أمريكي                 |                                                            |               |
| مؤشر التنمية البشرية                                      | 0.591                                                      | 0.690         |
| رمز المكالمات الدولي                                      | +242                                                       | +20           |
| رمز الإنترنت                                              | .cg                                                        | .eg، .مصر     |
| المنطقة الزمنية                                           | ت ع م+01:00                                                | ت ع م+02:00   |

## منظمات دولية مشتركة
يشترك البلدان في عضوية مجموعة من المنظمات الدولية، منها:
| علم المنظمة | اسم المنظمة                               | تاريخ انضمام جمهورية الكونغو | تاريخ انضمام مصر |
| ----------- | ----------------------------------------- | ---------------------------- | ---------------- |
|             | البنك الدولي للإنشاء والتعمير             | 10 يوليو 1963                | 27 ديسمبر 1945   |
|             | يونسكو                                    | 24 أكتوبر 1960               | 22 يناير 1947    |
|             | منظمة التجارة العالمية                    | ?                            | 30 يونيو 1995    |
|             | وكالة ضمان الاستثمار متعدد الأطراف        | 16 أكتوبر 1991               | 12 أبريل 1988    |
|             | البنك الإفريقي للتنمية                    | ?                            | 10 سبتمبر 1964   |
|             | منظمة الشرطة الجنائية الدولية             | ?                            | 7 سبتمبر 1923    |
|             | مؤسسة التمويل الدولية                     | 1 أكتوبر 1980                | 20 يوليو 1956    |
|             | الأمم المتحدة                             | 20 سبتمبر 1960               | 24 أكتوبر 1945   |
|             | الاتحاد الأفريقي                          | ?                            | 9 يوليو 2002     |
|             | مؤسسة التنمية الدولية                     | 8 نوفمبر 1963                | 26 أكتوبر 1960   |
|             | الفريق المعني برصد الأرض                  | ?                            | فبراير 2005      |
|             | المركز الدولي لتسوية المنازعات الاستشارية | 14 أكتوبر 1966               | 2 يونيو 1972     |

## وصلات خارجية
- موقع وزارة الخارجية المصرية